# پنیر سوئیسی (آمریکای شمالی)
پنیر سوئیسی (انگلیسی: Swiss cheese) به هر گونه پنیری می‌گویند که شبیه پنیر امنتال بوده و دارای همان کیفیت باشد، پنیری زرد رنگ که دارای بافتی نیمه نرم تا سفت می‌باشد که از نواحی اطراف امنتال، در سوئیس نشأت گرفته‌است. این پنیر به عنوان پنیر گونه سوئیسی یا آلپاین طبقه‌بندی می‌شود.
در حال حاضر پنیر سوئیسی در بسیاری از کشورها از جمله ایالات متحده آمریکا، فنلاند، استونی و ایرلند تولید می‌شود. برخلاف پنیر سوئیسی اصل در سوئیس که از شیرخام درست می‌شود، این پنیر برخی اوقات از شیر پاستوریزه یا شیر فاقد چربی تهیه می‌شود. وزارت کشاورزی ایالات متحده آمریکا واژه‌های پنیر سوئیسی و پنیر امنتال را مترادف هم در نظر گرفته‌است.